# レディ加賀
『レディ加賀』（レディかが）は、2024年2月9日に公開された日本の映画。監督は雑賀俊朗、主演は小芝風花。また、同年2月2日に石川県内で先行公開された他、第10回シルクロード国際映画祭でコンペティション部門にノミネートされた。
加賀温泉郷を舞台に旅館の若女将たちがタップダンスを通じて、生まれ故郷の温泉街地を盛り上げていく姿を描く。実際に加賀温泉郷で働く女性PRグループ「レディー・カガ」をモチーフとしており、2022年6月に石川県加賀市・金沢市にて撮影が行われた。
2023年11月5日には加賀市民向け試写会が加賀市文化会館で開かれた。2024年1月15日には東京都内で完成披露上映会が行われ、1月1日に石川県能登地方を震源として発生した能登半島地震の復興支援のため、配給収入の5%を石川県への義援金に充てることが発表された。また、イオンシネマの41劇場も独自にチケット料金からの寄付を実施した。

## キャスト
- 樋口由香：小芝風花[2]（幼少期：花崎暖）[8]
- 石崎あゆみ：松田るか[9]
- 松村康平：青木瞭
- 星野麻衣：中村静香[10]
- カトリーヌ：八木アリサ[11]
- 秋山美希：奈月セナ[12]
- 七尾桜子：小野木里奈[13]
- 輪島梅子：水島麻理奈[14]
- 山田さとこ：岩橋道子
- 佐藤稔：HideboH
- 石崎鉄男：松本昇馬
- 高橋政夫：岡田幸治
- 今井みゆ：芳賀美咲
- 本田奈緒：早咲
- 大崎保：村松真人
- 白石朋子：佐藤藍子
- 村岡一郎：篠井英介
- 花澤譲治：森崎ウィン
- 樋口春美：檀れい[3]

## スタッフ
- 監督：雑賀俊朗[15]
- 脚本：渡辺典子、雑賀俊朗
- 音楽：田渕夏海
- 主題歌：眉村ちあき「バケモン」（トイズファクトリー）[16]
- 製作：濱口典子、野儀健太郎、大熊一成、King-Guu、神品信市、伊藤義彦、鶴谷武親、川村英己、細野義朗、川村岬、稲葉貢一、井辺良祐、小野田和則、長船美和子
- プロデューサー：村田徹[15]、藤田修[15]
- 共同プロデューサー：神品信市、川端基夫[17]
- ラインプロデューサー：竹森昌弘
- タップダンス指導・振付：HideboH
- 撮影監督：百足尚浩
- 照明：岡田和実
- 録音：横澤匡広
- 美術：津留啓亮
- スタイリスト：眞鍋和子
- ヘアメイク：森田杏子
- 編集：江橋佑太
- 音響効果：柴崎憲治
- 助監督：井木義和
- 後援：石川県金沢市
- 特別協力：北國新聞社[2]
- 特別協賛：加賀市
- 協賛：月星製作所、ツキボシP&P、ポッカサッポロフード&ビバレッジ、北陸放送、ソディック、シ・ピ・エル、しらやま商舗、ひろしまエンターテインメント協会、金沢まいもん寿司、Diskar Management、CIECJAPAN
- 配給：アークエンタテインメント[2]
- 制作プロダクション：ポリゴンマジック
- 企画協力：フェローズ
- 企画：サーフ・エンターテイメント[2]
- 製作：映画「レディ加賀」製作委員会（サーフ・エンターテイメント、フェローズ、ポニーキャニオン、basil、ミライ・ピクチャーズ・ジャパン、JR西日本コミュニケーションズ、ポリゴンマジック、アークエンタテインメント、ねこじゃらし、SDP、トイズファクトリー、ウィルウェイ、レアル、おさかな）[15]